# Sergi López Segú
Sergi López Segú (Granollers, 6 oktober 1967 – Granollers, 4 november 2006) was een Spaanse profvoetballer. Hij speelde als verdediger bij onder meer FC Barcelona. Sergi López kwam door zelfmoord om het leven. Zijn broer, Gerard López, is eveneens voormalig profvoetballer.

## Loopbaan als voetballer
Sergi López gold als jeugdspeler als een groot talent. Zowel FC Barcelona als Real Madrid had serieuze plannen om de Catalaan in hun jeugdopleiding op te nemen. Uiteindelijk was het FC Barcelona-scout Oriol Tort, die in dezelfde periode ook onder andere clubiconen Josep Guardiola en Sergi Barjuán ontdekte, die de familie López overtuigde voor zijn club te kiezen. Sergi López ging in de cantera van FC Barcelona spelen en zijn jongere broer Juli en Gerard volgden hem later. In 1986 won hij samen met onder andere Guillermo Amor met de Juvenil A, het hoogste jeugdelftal van FC Barcelona, de Copa del Rey Juvenil. In de finale werd met 6-3 gewonnen van de Juvenil A van Real Madrid. Sergi López debuteerde op 31 januari 1988 in de thuiswedstrijd tegen UD Las Palmas in het eerste elftal. Hij speelde uiteindelijk 54 wedstrijden in de hoofdmacht, waarin de verdediger één doelpunt maakte. De Catalaan won met FC Barcelona de Spaanse landstitel (1991), tweemaal de Copa del Rey (1988, 1990), de Copa de Catalunya (1991) en de Europa Cup II (1989). In 1991 vertrok Sergi López naar Real Mallorca. Na één seizoen volgde een transfer naar Real Zaragoza, waar hij de Copa del Rey (1994) en de Europa Cup II (1995) won, maar slechts weinig speelde. Sergi López sloot zijn loopbaan in 1995 gedwongen door knieblessures af bij CF Gavà in de Segunda División B.
Van zijn jongere broers haalde Gerard eveneens het eerste elftal van FC Barcelona.

### Clubstatistieken
| Seizoen | Club          | Competitie       | Duels | Goals |
| ------- | ------------- | ---------------- | ----- | ----- |
| 1987/88 | FC Barcelona  | Primera División | 9     | 0     |
| 1988/89 | FC Barcelona  | Primera División | 7     | 0     |
| 1989/90 | FC Barcelona  | Primera División | 10    | 0     |
| 1990/91 | FC Barcelona  | Primera División | 0     | 0     |
| 1991/92 | Real Mallorca | Primera División | 22    | 2     |
| 1992/93 | Real Zaragoza | Primera División | 16    | 0     |
| 1993/94 | Real Zaragoza | Primera División | 5     | 0     |
| 1994/95 | Real Zaragoza | Primera División | 2     | 0     |

## Verdere leven en overlijden
Nadat hij zijn loopbaan als profvoetballer had beëindigd, vertrok Sergi López naar Argentinië, waar hij trouwde en een kind kreeg. Dit huwelijk mislukte echter uiteindelijk en dit leidde er samen met het feit dat hij zijn ooit zo veel belovende carrière als profvoetballer vroegtijdig moest beëindigen tot zware depressies. In Argentinië moest Sergi López al eens opgenomen worden in een psychiatrisch ziekenhuis, maar door financiële problemen was hij genoodzaakt terug te keren naar Spanje. Op 4 november 2006 pleegde hij uiteindelijk op 39-jarige leeftijd in zijn geboorteplaats Granollers zelfmoord door voor een trein te springen. Zijn dood was de tweede tragedie binnen korte tijd voor FC Barcelona, aangezien de dag ervoor de vader van Carles Puyol om het leven kwam bij een ongeluk op zijn werk.
De begrafenis van Sergi López in Granollers op 6 november 2006 werd druk bezocht door de voetbalwereld. Voormalig teamgenoten als Guillermo Amor, Josep Guardiola, Sergi Barjuán, Aitor Beguiristain (allen FC Barcelona), Xavier Aguado, Santiago Aragón (beiden Real Zaragoza) en Josep Serer (Real Mallorca) waren aanwezig, evenals FC Barcelona-president Joan Laporta. FC Barcelona-speler Samuel Eto'o, voormalig Valencia CF-president Pedro Cortés en de volledige selectie en trainingsstaf van AS Monaco waren er verder om Gerard te steunen bij het verlies van zijn broer.

## Erelijst
FC Barcelona
- Europacup II

1989